# 库卡特帕尔莱
库卡特帕尔莱（Kukatpalle），是印度安得拉邦Rangareddi县的一个城镇。总人口290591（2001年）。2007年撤销建制，辖区并入大海德拉巴市政局。

## 人口
该地2001年总人口290591人，其中男性152159人，女性138432人；0—6岁人口33286人，其中男17265人，女16021人；识字率75.33%，其中男性为80.04%，女性为70.16%。